# Heinrich der Glichesaere

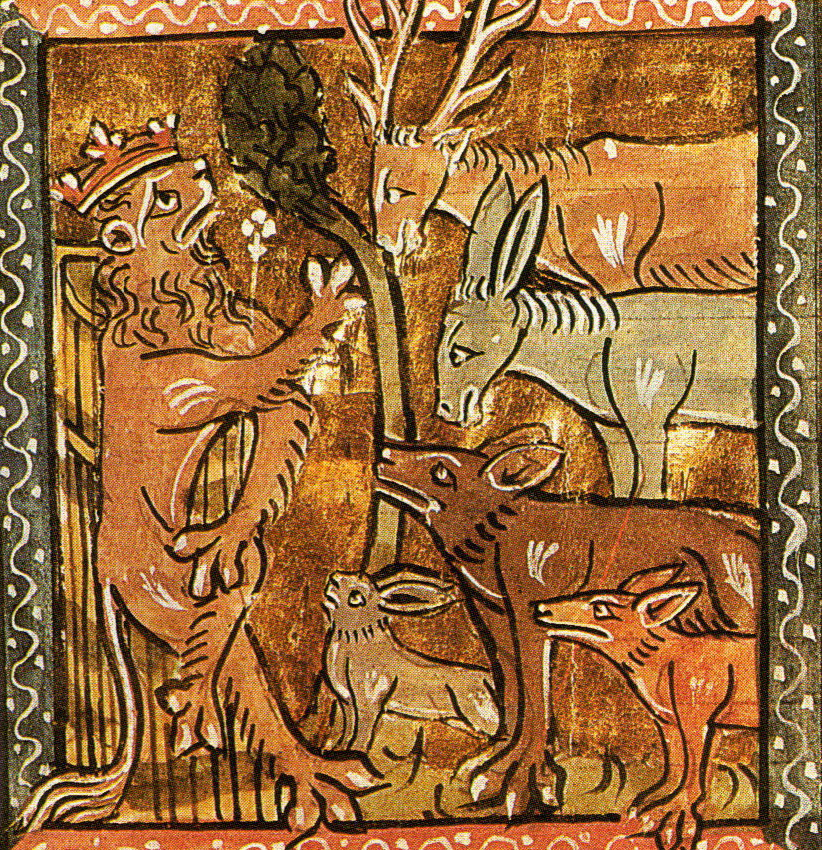
Le procès de Renart, enluminure du XVIe siècle.

Heinrich der Glichesaere (également appelé Heinrich der Gleißner, c'est-à-dire le sournois, l'hypocrite) est un poète alsacien du haut Moyen Âge, auteur du poème narratif, Reinhart Fuchs, adapté du poème français Le roman de Renart, première fable animalière connue en langue allemande.

## Biographie
On ne sait que très peu de chose sur la vie de Heinrich der Glichesaere. C'était sans doute un homme de loi ; en effet ses lecteurs ont été frappés par ses grandes connaissances juridiques dont il fait preuve dans son œuvre, à tel point qu'elle est considérée comme une source importante de l’histoire du droit allemand. 
Son mécène était vraisemblablement le comte de Dabo et/ou la maison de Zähringen.
Enfin son surnom peu flatteur semble lui avoir été attribué purement par contamination avec les filouteries de son personnage emblématique de Reinhart et non en raison de sa supposée sournoiserie. 

## Manuscrits

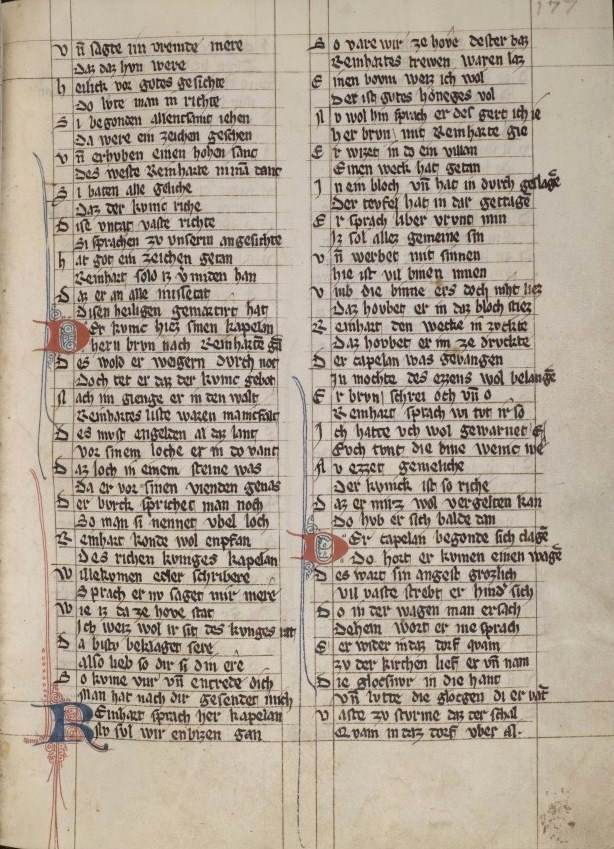
Page du manuscrit Heidelberger Märensammlung (XIVe siècle) ; bibliothèque de l'université de Heidelberg

La composition de Reinhart Fuchs se situe aux alentours de l'an 1180. Bien qu'adapté à partir d'un poème français qui faisait partie du grand Roman de Renart, le texte allemand le plus ancien est plus ancien que les plus anciennes versions françaises de ce roman qui nous sont parvenues. Il existe trois manuscrits anciens de l’œuvre de Heinrich der Glichesaere :
- les fragments de Cassel, manuscrit mutilé du début XIIIe siècle découvert en 1839 à Melsungen, en Hesse, et déposé à la bibliothèque de l'université de Cassel, identifié par le sigle S par Jacob Grimm, forment le plus ancienne trace de cette œuvre. Dans sa forme originale, le poème est intitulé Isengrînes nôt (le mal d'Ysengrin). Seuls quelques fragments de l’œuvre sont conservés dans ce manuscrit ;
- une version complète copiée entre 1320 et 1330 par un scribe inconnu fait partie du « Recueil de contes de Heidelberg » (Heidelberger Märensammlung) conservé à la bibliothèque de l'université de Heidelberg, identifié par le sigle P  ou H ;
- le manuscrit de Kalocsa, appartenant initialement à la bibliothèque de l'archevêché de Kalocsa et se trouvant depuis 1949 à la Bibliotheca Bodmeriana, à Cologny (canton de Genève, Suisse), identifié par la lettre K, dont la datation est la même que le manuscrit précédent.

Ces deux derniers manuscrits sont très fidèles par rapport au manuscrit le plus ancien ; les modifications qui y sont faites par rapport concernent apparemment seulement des points de forme et de versification. Son titre est Reinhart Fuchs.

## Analyse de l’œuvreReinhart Fuchs
Au début de ce poème, le renard n'est rien qu'un habile imposteur, qui est en général à son tour trompé par des animaux plus faibles. Mais cela change ensuite, Renart joue des tours grotesques à la plupart des animaux, en particulier à Ysengrin le loup, mais il échappe à la punition en guérissant le lion malade. À la fin, il empoisonne le lion, son bienfaiteur, et le poème se termine par une réflexion sur le succès acquis par la ruse et le mensonge alors que l'honnêteté n'est pas récompensée.
L'histoire est racontée de façon simple et sans fioritures. Par rapport à son modèle français, le poème allemand présente des simplifications ainsi que les ajouts et l'ordre des différents épisodes a aussi été modifié, de sorte qu'on ne peut pas considérer cette œuvre comme une simple traduction. Les pointes satiriques ne manquent pas dans cette unique fable animalière de la littérature allemande du Moyen-Age. 

## Postérité

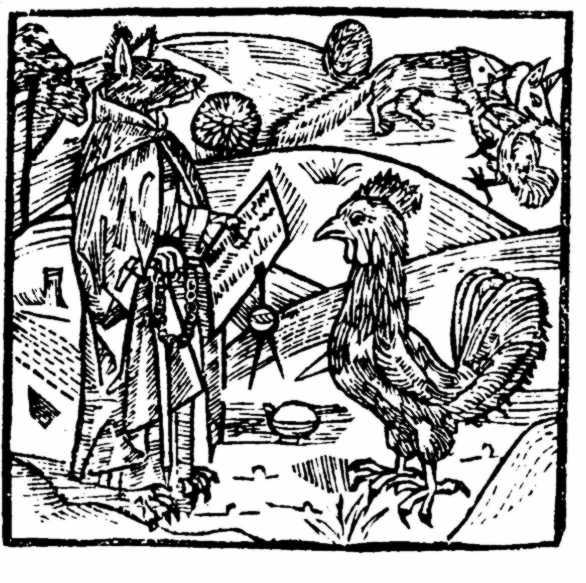
Illustration de l'incunable Reineke Fuchs de 1498

Les célèbres versions tardives de ce poème sont en bas allemand. C'est sur l'une de ces dernières, l'édition parue en 1498 à Lübeck sous le nom de Reineke Fuchs (de), que Johann Christoph Gottsched en 1752 puis Goethe en 1794 se sont appuyés pour leurs propres versions de Reineke Fuchs. (Goethe avait lu dans son enfance la version de Gottsched, richement illustrée de 57 eaux-fortes dues à Allaert van Everdingen.) 
Le poème complet (à partir du manuscrit de Heidelberg) a été repris et édité par Jacob Grimm sous le titre Reinhart Fuchs (Berlin, 1834), et, conjointement avec les plus anciens fragments, par K. Reissenberger dans Paul 's Altdeutsche Textbibliothek, VII (Halle, 1886). Le manuscrit de Kalocsa a été publié par Mailáth et Köffinger (Budapest, 1817). Des passages en ont été inclus dans l'ouvrage de P. Piper, Die Spielmannsdichtung (in Kurschner, Deutsche National littérature, II), pt. I, 287-315.

## Pour approfondir